# جیرکند
جیرکَند (به لاتین: Cırkənd) یک منطقه مسکونی در جمهوری آذربایجان است که در شهرستان گوی‌چای واقع شده است.